# Момбери-Рингс
Момбери-Рингс — неолитический хендж на юге города Дорчестер в графстве Дорсет, Англия. Это большое круглое земляное укрепление, 85 метров в диаметре, с единственным валом, внутренним рвом и выходом на северо-восток. Ров был создан из серии воронкообразных шахт, по 10 метров глубиной каждая, которые были помещены очень близко, чтобы создать непрерывную траншею. В начале XX столетия при раскопках рва были обнаружены останки человека и фрагменты оленьего черепа.
Спустя две тысячи пятьсот лет после строительства, в эпоху римского присутствия в Британии, место было приспособлено под амфитеатр гражданами соседнего римского города Дурновария (Дорчестер). Вход был сохранен, и внутреннее пространство использовалось исполнителями для чего оно было занижено, изъятый при этом грунт был досыпан к валу.
Во время Гражданской войны место было вновь использовано в оборонных целях в качестве артиллерийского форта для охраны южного подхода к Дорчестеру. Современный вид объекта с тех пор существенно не менялся. Самая существенная реконструкции этого времени — большая покатая насыпь напротив входа.
Роль Момбери-Рингс как амфитеатра на короткое время возродилась в конце XVII — начале XVIII века столетиях как место как место для публичной казни. В 1685 году, к концу восстания Монмута, Джордж Джеффрис приказал, чтобы здесь были казнены восемьдесят повстанцев. В 1705 году Мэри Чаннинг, девятнадцатилетняя женщина, признанная виновный в отравлении своего мужа, также была повешена и сожжена в этом месте. Томас Харди описал этот случай в своей поэме «The Mock Wife», и отметил некоторые подробности своего исследования относительно этого случая в личной переписке.
Памятник в настоящее время является местом, открытым для общественного посещения, и используется для открытых концертов, фестивалей и постановок.

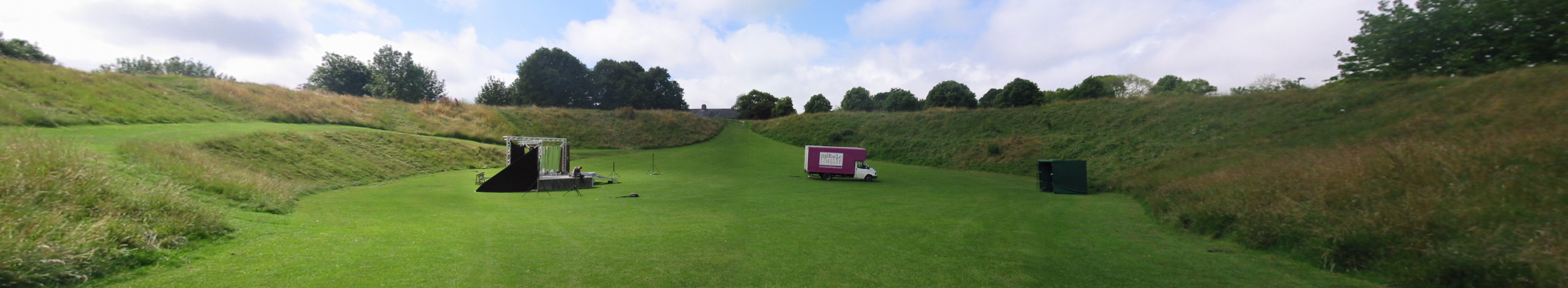
Вид на Момбери-Рингс с севера